# Braccagni
Braccagni è una frazione del comune italiano di Grosseto, in Toscana.

## Geografia fisica
Situato nella parte settentrionale del territorio comunale, sorge ai piedi della collina di Montepescali, che costituisce una delle propaggini sud-occidentali di Monte Leoni. Il paese delimita a nord la piana di Grosseto, al centro della Maremma grossetana. Dista circa 12 km dalla città capoluogo.

### Clima
Dati: sir Toscana
| Braccagni          | Gen  | Feb  | Mar  | Apr  | Mag  | Giu  | Lug  | Ago  | Set  | Ott  | Nov  | Dic  |
| ------------------ | ---- | ---- | ---- | ---- | ---- | ---- | ---- | ---- | ---- | ---- | ---- | ---- |
| T. max. media (°C) | 12,1 | 12,9 | 15,8 | 19,2 | 23,3 | 27,1 | 30,5 | 30,4 | 26,6 | 21,2 | 16,2 | 12,8 |
| T. min. media (°C) | 2,0  | 2,6  | 4,3  | 6,7  | 10,2 | 13,4 | 16,1 | 15,9 | 12,7 | 9,4  | 6,0  | 2,9  |

## Storia

Panorama di Braccagni negli anni cinquanta

La nascita del paese di Braccagni viene fatta risalire al 1846, quando il montepescalino Giuseppe Braccagni (1784 – 1852) aprì nel piano lungo la strada Aurelia una stazione di posta con osteria, nota comunemente come "il Braccagni". Nel 1864, con l'apertura della ferrovia Tirrenica e la realizzazione di una stazione ai piedi della collina di Montepescali, iniziò a formarsi il primo nucleo del paese, intorno alla posta del Braccagni. Nel 1911 venne realizzato un secondo nucleo, il cosiddetto "Braccagni Nuovo" o "Braccio della Stazione", con il palazzo Pieraccini, un mulino ed un'osteria, mentre nel 1922 fu costruita la prima cabina elettrica. Fu deciso poi che dal 1º luglio 1923 il nuovo paese che si stava andando a formare avrebbe preso il nome di Montepescali Stazione, ma tale cambiamento non avvenne mai. Nel 1928 venne asfaltata la via Aurelia che attraversava il paese, prima di allora strada bianca. Con la costruzione della chiesa (1940), del distributore di benzina (1953), della scuola elementare (1954) e del campo sportivo (1954), Braccagni assunse definitivamente l'aspetto e l'identità di un moderno paese rurale.

## Monumenti e luoghi d'interesse

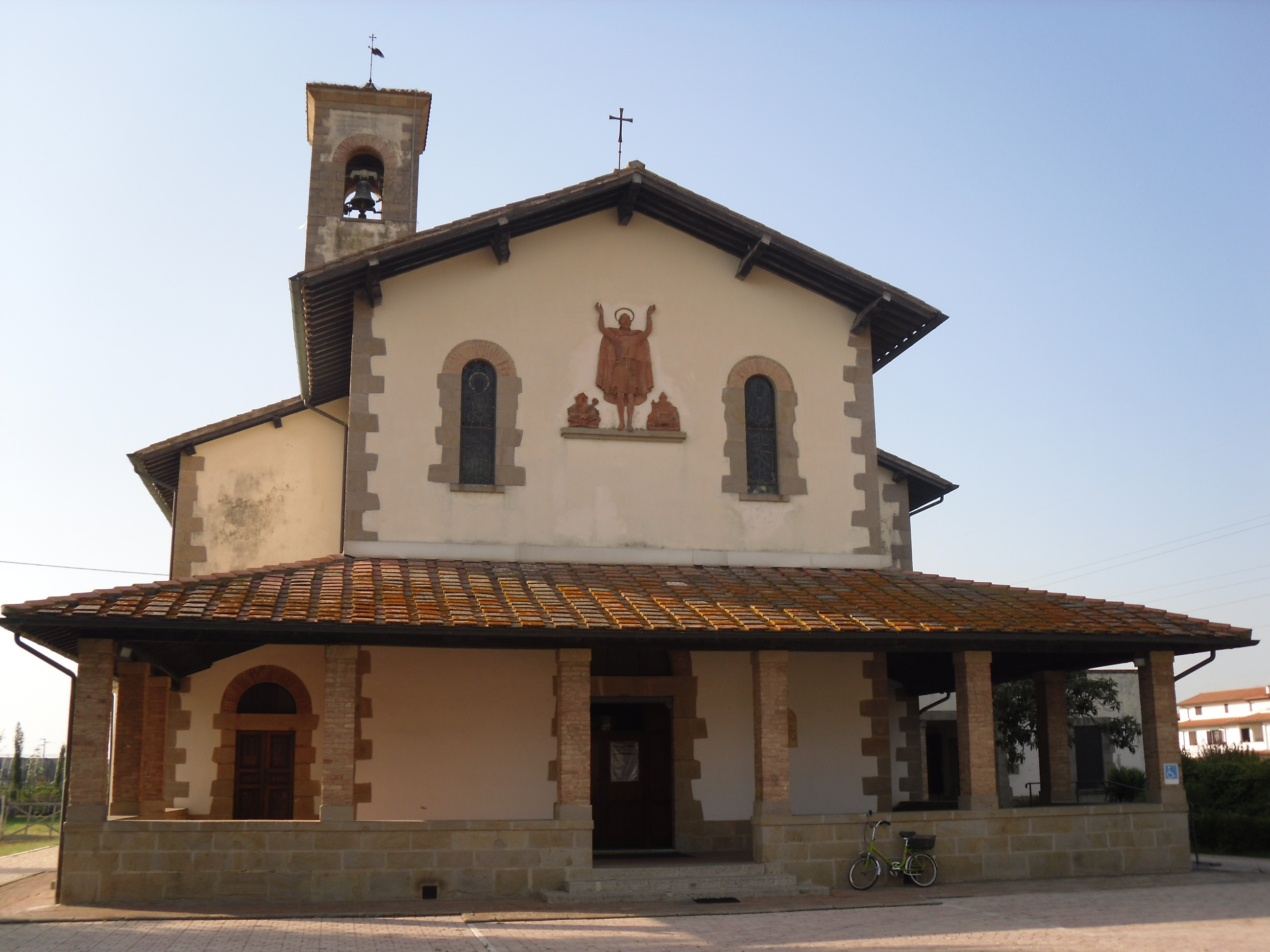
La chiesa di San Guglielmo d'Aquitania

### Architetture religiose
- Chiesa di San Guglielmo di Aquitania, chiesa parrocchiale della frazione, è stata costruita su progetto di Ernesto Ganelli, consacrata nel 1940 ed elevata a parrocchia l'anno successivo. L'edificio è stato oggetto di restauro nel 2014. La parrocchia di Braccagni conta circa 1 450 abitanti.[4]
- Cappella di Sant'Uberto, cappella gentilizia della fattoria Acquisti, nelle campagne del paese, è stata costruita negli anni venti del XX secolo per volere delle famiglie Guicciardini e Corsi-Salviati, proprietarie della tenuta.

### Architetture civili
- Il Braccagni, primo edificio da cui poi ha avuto origine l'eponimo paese, costruito da Giuseppe Braccagni nella metà del XIX secolo come osteria e stazione di posta. Nel 1916 il palazzo risulta essere in pessime condizioni, ma dopo l'acquisto da parte di due sorelle l'intero stabile venne ristrutturato in stile eclettico. È ancora visibile lungo la strada Aurelia.
- Palazzo Pieraccini, costruito nel 1911 e situato all'angolo tra la strada Aurelia e via dei Garibaldini, era residenza della nota famiglia locale dei Pieraccini.[5]
- Fattoria Acquisti, situata pochi chilometri a ovest dell'abitato, è così denominata perché molti dei suoi terreni divennero coltivabili a seguito delle grandi opere di bonifica idraulica iniziate nel XVIII secolo.
- Centro fieristico del Madonnino, noto anche come Centro FIMAR, grande polo fieristico del comune di Grosseto, è situato nei pressi della fattoria del Madonnino, poco a nord dell'abitato di Braccagni. Il centro fiere è stato completamente rinnovato tra il 2005 e il 2006 su progetto di Marzio Flavio Morini e si presenta come una moderna e funzionale struttura in architettura contemporanea.[6][7]
- Casa Grottanelli, situata in località Madonnino, si tratta di una struttura poderale in pietra e laterizio di grandi dimensioni, con pianta a ferro di cavallo. Si presenta in stato di abbandono.[8]

## Società

### Evoluzione demografica
Quella che segue è l'evoluzione demografica della frazione di Braccagni.
| Anno | Abitanti |
| ---- | -------- |
| 1961 | 560      |
| 1981 | 676      |
| 1991 | 794      |
| 2001 | 907      |
| 2011 | 1 036    |

### Tradizioni e folclore
- Festa del maggio, tradizionale festa della Maremma celebrata tra il 30 aprile e il 1º maggio, prevedeva feste e banchetti nelle vie del borgo e delle campagne con musiche, canti e recitazione di poesie estemporanee in ottava rima.[9]

## Cultura

### Eventi
Ogni anno si tiene a Braccagni la Fiera del Madonnino, EXPO del comune di Grosseto, giunta alla quarantesima edizione nel 2018.
Di notevole interesse sono anche il Maremma Wine Shire, dedicata al vino maremmano che ha riportato un discreto successo tanto da essere stata riproposta anche a Verona, Milano e Roma, e il Maremma Food Shire, incentrata invece sui prodotti locali. Entrambi gli eventi erano ospitati presso il centro fieristico del Madonnino, ma a partire dal 2013 sono stati trasferiti nel centro storico di Grosseto con l'ideazione della kermesse combinata Maremma Wine&Food Shire.

## Geografia antropica
La frazione è stata fino al 2011 la sede della circoscrizione 7 Braccagni-Montepescali.
Intorno al paese sono poi situate altre località che dipendono da esso, le cui principali sono: Acquisti (85 abitanti), Madonnino (8 ab.), dove è situata una grande area artigianale ed il polo fieristico di Grosseto, e Versegge (137 ab.).

## Infrastrutture e trasporti

### Strade
Braccagni è servita da uno svincolo della superstrada Variante Aurelia tra Livorno e Grosseto. Lo svincolo è situato in località Madonnino, a nord dell'abitato tra il centro della frazione e il polo fieristico del comune di Grosseto.

### Ferrovie
A Braccagni, data la sua posizione ai piedi della collina di Montepescali, è situata la stazione di Montepescali, posta lungo la ferrovia Tirrenica ed inaugurata nel 1864. Per questo, inizialmente, il paese di Braccagni era noto anche con il nome di Montepescali Stazione.

## Sport
A Braccagni è situato il vecchio campo sportivo Valentino Mazzola, inaugurato nel 1954. Qui ha sede l'Unione Sportiva Braccagni, fondata nel 1965, attualmente militante nel campionato di terza categoria.